# Championnat du Sénégal de football de deuxième division
La Ligue 2 sénégalaise est devenue le 2e niveau de compétition organisé au Sénégal depuis février 2009. Elle remplace le championnat de division 2 sénégalaise.

## Organisation
La Ligue 2 sénégalaise comme la Ligue 1 est une compétition organisé par la LSFP. Elle oppose 14 clubs professionnels. Les deux  premiers sont promus en Ligue 1 et les deux derniers rétrogradés en National 1.
C’est officiel la ligue 2 passe de 14 équipes à 16 équipes à partir de la saison 2024-2025

## Palmarès
| - 1990 : - 1991 : ASC les Damels - 1992 : SODEFITEX - 1993 : ASFA Dakar - 1994 : ASC Diamono - 1995 : ASC Niayès-Pikine - 1996 : Casa Sports - 1997 : US Gorée - 1998 : ASFA Dakar - 1999 : ETICS Mboro | - 2000 : DUC - 2001 : ETICS Mboro - 2002 : ASC HLM - 2003 : ASC Saloum - 2004 : ETICS Mboro - 2005 : ASC Yakaar - 2006 : Thiès FC - 2007 : ASCE Linguère - 2008 : AS Douanes |

### Ère professionnelle
| - 2009 : AS Pikine - 2010 : Mbour Petite-Côte FC - 2010-2011 : Diambars FC - 2011-2012 : ASC Port Autonome - 2013 : ASC Sonacos - 2013-2014 : AS Douanes - 2014-2015 : ASAC Ndiambour - 2015-2016 : Teungueth FC - 2016-2017 : AS Dakar | - 2017-2018 : AS Pikine - 2018-2019 : CNEPS Excellence - 2021 : Guédiawaye FC - 2021-2022 : ASC Sonacos - 2022-2023 : Jamono Fatick - 2023-2024 : Wally Daan FC - 2024-2025 : AS Cambérène - 2025-2026 : |